# Вильнер, Виктор Семёнович
Виктор Семёнович Вильнер (24 сентября 1925 года, Ленинград, РСФСР, СССР — 28 сентября 2017 года, Санкт-Петербург, Россия) — советский и российский художник, член-корреспондент Российской академии художеств (2002).

## Биография
Родился 24 сентября 1925 года в Ленинграде, где жил и работал.
Участник Великой Отечественной войны.
В 1950 году — окончил Ленинградское художественное училище у Е. М. Магарил.
В 1950 по 1968 годы работал учителем рисования, одновременно был художником комбината Художественного фонда РСФСР, с 1957 по 1964 годы занимался иллюстрированием книг.
С 1967 года — член Союза художников РСФСР.
В 2002 году — избран членом-корреспондентом Российской академии художеств.
Виктор Семёнович Вильнер умер 28 сентября 2017 года в Санкт-Петербурге.

## Творческая деятельность
Серии цветных автолитографий «Островитяне» по произведениям А. Белого «Белые ночи» (1972), «Поклонение» (Месяц, Солнечный луч, 1971), импровизация по мотивам «Петербургских повестей» Н. В. Гоголя «Игроки», «Пролог», «Сапожник» (1973—1975); по мотивам Ф. М. Достоевского «Скрипач», «Наказание» (1973); по мотивам «Фауста» Гёте «Прогулка» (1994), «Сеанс Портрета» (1994) по мотивам произведений У. Шекспира (1995), «Петербургских повестей» Н. В. Гоголя (1999), романа А. Белого «Петербург» (2001); «Всадник» (1999), «Островитяне» (2004).